# Gröntjärnarna (Åsele socken, Lappland, 709195-159900)
Gröntjärnarna är den östra av ett par närliggande sjöar med samma namn i Åsele kommun i Lappland. Sjön saknar utlopp men ingår i Ångermanälvens huvudavrinningsområde. På västra sidan av sjön löper åsen Högremmen.